# Zenoa piceus
Zenoa piceus is een keversoort uit de familie Callirhipidae. De wetenschappelijke naam van de soort is voor het eerst geldig gepubliceerd in 1806 door Beauvois.